# Motion Picture Magazine
Das Motion Picture Magazine war ein US-amerikanisches Film-Magazin, das von Februar 1911 mit Namensänderungen bis in das Jahr 1977 monatlich in den Vereinigten Staaten erschien.

## Geschichte
Das Magazin wurde im Februar 1911 erstmals unter dem Namen The Motion Picture Story Magazine herausgegeben und mit der März-Ausgabe des Jahres  914 in Motion Picture Magazine umbenannt. Gegründet wurde das Magazin durch den Pionier des Animationsfilms und Leiter der Vitagraph Studios James Stuart Blackton und den Rechtsanwalt und Herausgeber Eugene Valentine Brewster. Im Gegensatz zu vorherigen Filmzeitschriften wie The Moving Picture World, die sich an Aussteller und Filmschaffende richtete, war The Motion Picture Story Magazine das erste Fan-Magazin und hatte als Zielgruppe regelmäßige Kinobesucher im Blick. Beim Erscheinen lag die Auflage bei 50.000 Exemplaren und stand im Jahr 1914 bei 270.000 Exemplaren mit steigender Tendenz. Die Auflage betrug 248.845 im Jahr 1918 und konnte ein Jahr später auf rund 400.000 Exemplare erhöht werden. Anfang der 1940er Jahr bekam das Magazin dann den Namen Motion Picture-Hollywood und wurde dann noch einmal Anfang der 1950er Jahr in Motion Picture and Television Magazine umbenannt. Im Jahr 1977 erfolgte schließlich die Einstellung der Publikation.